# Crassula papillosa
Crassula papillosa är en fetbladsväxtart som beskrevs av Selmar Schönland och Edmund Gilbert Baker. Crassula papillosa ingår i släktet krassulor, och familjen fetbladsväxter. Inga underarter finns listade i Catalogue of Life.